# Robert Jaffé (Politiker)
Robert Jaffé (* 24. Januar 1894 in Voxtrup; † 21. Februar 1968 in Harderberg) war ein deutscher Ingenieur, Landwirt und Politiker (DP).

## Leben und Beruf
Robert Jaffé wurde 1894 als Sohn des Ökonomierates Siegfried Julius Jaffé († 1914) und seiner Frau Berta Jaffé, geb. Wilkinson, Besitzer des Gutes Sandfort, geboren. Nach dem Besuch des Humanistischen Gymnasiums in Osnabrück studierte Jaffé Maschinenbau an der Humboldt-Universität zu Berlin. Von 1914 bis 1918 nahm er als Soldat am Ersten Weltkrieg teil. Im Anschluss setzte er sein Studium an der Technischen Hochschule Hannover fort, das er 1921 mit der Prüfung als Diplom-Ingenieur beendete. Er war seit 1921 mit Ortrud Stahmer (1887–1970), der Tochter von Ernst Stahmer (1867–1929) verheiratet. Als Mitinhaberin der Aktiengesellschaft „Vereinigte-Eisenbahn-Signal-Werke“ gelangte das Rittergut Osthoff in Harderberg in den Besitz des Paares, das hier ab 1932 eine Pferdegestüt betrieb. Während der Zeit des Nationalsozialismus war Jaffé Repressalien ausgesetzt, wurde 1944 auf Anweisung der Gestapo inhaftiert und musste Zwangsarbeit leisten.

## Politik
Jaffé trat nach dem Zweiten Weltkrieg in die Niedersächsische Landespartei (NLP) ein, aus der später die Deutsche Partei (DP) hervorging. Innerhalb der Partei bekleidete er das Amt des stellvertretenden Bezirksvorsitzenden für Osnabrück. Dem Deutschen Bundestag gehörte er vom 9. Januar 1952, als er für den ausgeschiedenen Abgeordneten Carl von Campe nachrückte, bis zum Ablauf der ersten Legislaturperiode 1953 an. Er war über die Landesliste Niedersachsen ins Parlament eingezogen. Jaffé war als ordentliches Mitglied im Haushaltsausschuss und im Sonderausschuss zur Beratung der Gesetze über deutsche Auslandsschulden.